# Distoleon cuigneti
Distoleon cuigneti is een insect uit de familie van de mierenleeuwen (Myrmeleontidae), die tot de orde netvleugeligen (Neuroptera) behoort. 
Distoleon cuigneti is voor het eerst wetenschappelijk beschreven door Navás in 1912.